# 고온계

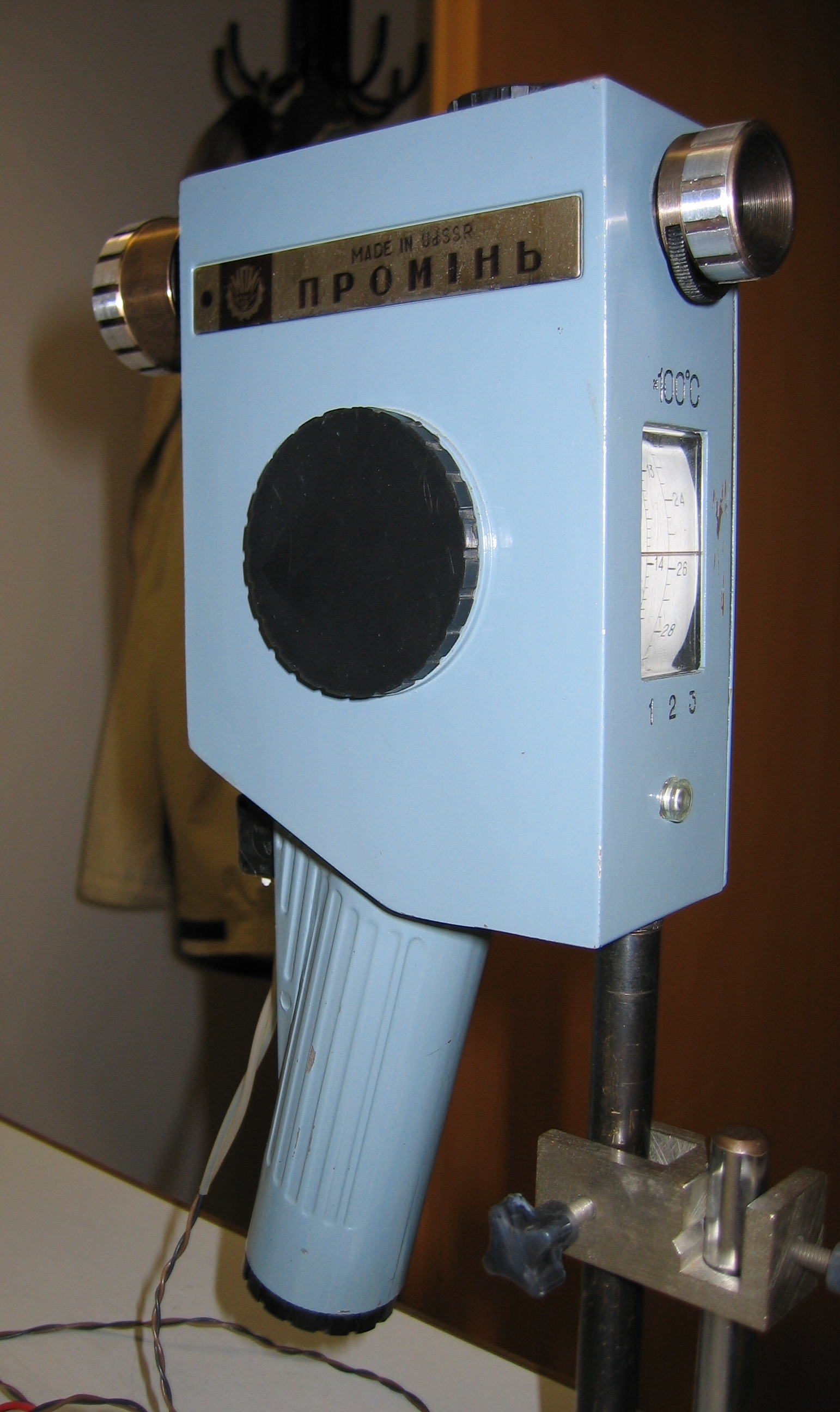
광고온계

고온계(Pyrometer)는 멀리 있는 물체의 온도를 측정하는 데 사용되는 일종의 원격 감지 온도계이다. 역사적으로 다양한 형태의 고온계가 존재했다. 현대적 사용에서 그것은 방출하는 열복사의 양으로부터 표면의 온도를 멀리서 결정하는 장치이며, 고온계 및 때로는 방사계로 알려진 프로세스이다.
고온계의 영단어 pyrometer는 불을 뜻하는 그리스어 "πῦρ"(pyr)와 측정을 의미하는 meter에서 유래되었다. 이 단어는 원래 적어도 시뻘겋게 달아오른 물체에서 방출되는 가시광선인 백열광으로 물체의 온도를 측정할 수 있는 장치를 나타내기 위해 만들어졌다. 최신 고온계 또는 적외선 온도계는 또한 적외선 방사 플럭스를 감지하여 더 차가운 물체의 온도를 실온까지 측정한다.